# Bandera de Marugán

Bandera de Marugán.

La bandera de Marugán es el símbolo más importante de Marugán, municipio de la provincia de Segovia, comunidad autónoma de Castilla y León, en España. 

## Descripción
La bandera de Marugán se describe heráldicamente de la siguiente manera:

«Bandera cuadrada, de proporción 1:1, fajada de azul, amarillo y azul, con el Escudo Municipal en el centro, en sus colores.»
Boletín Oficial de Castilla y León nº 98/1998